# Cocculus carolinus
Cocculus carolinus és una planta perenne del gènere Cocculus. És indígena d'uns quants estats del sud i del mitjà oest dels Estats Units. Pot ser una planta molt invasora i difícil de controlar.
Té unes fulles ovalades o en forma de cor, i unes flors petites de color verd. El fruit vermell apareix entre juny i agost.